# Nycticebus kayan
Nycticebus kayan és un primat estrepsirrí i una espècie de loris lent originària de l'illa de Borneo, a Indonèsia. Al principi es cregué que era una espècie sinònima del loris de Borneo (N. menagensis), però el 2012 un estudi d'espècimens de museu i fotografies revelà una sèrie de marcatges facials diferents que indicaven que es tractava d'una espècie distinta.